# Penisola inferiore
La Penisola inferiore è una delle due penisole che formano lo Stato del Michigan. Vi si raggruppa la maggior parte della popolazione dello Stato, e le due principali città della regione (Detroit e Lansing).

## Geografia
Il territorio è pressoché pianeggiante, fatta eccezione per alcune colline di forma conica, comunque molto basse (mai al di sopra dei 520 m). Il basso spartiacque che va da nord a sud divide la penisola in due parti delle quali quella occidentale, che digrada lievissimamente verso il Lago Michigan, è più grande. Il punto più basso dello Stato è la superficie stessa del Lago Erie, a 174 m.

## Clima
La parte meridionale e centrale della penisola inferiore (a sud della baia di Saginaw e dall'area di Grand Rapids in giù) ha un clima più mite (infatti ricade nella fascia climatica Dfa che, a differenza del Dfb, ha il mese più caldo con temperatura media superiore ai +22 °C) con estati molto calde ed umide ed inverni freddi ma corti.

## Città
Le principali città che si trovano nella penisola inferiore sono:
- Lansing
- Detroit
- Bay City (Michigan)
- Saginaw